# Orbe
Orbe (toponimo francese; in tedesco Orbach, desueto) è un comune svizzero di 6 903 abitanti del Canton Vaud, nel distretto del Jura-Nord vaudois.

## Geografia fisica

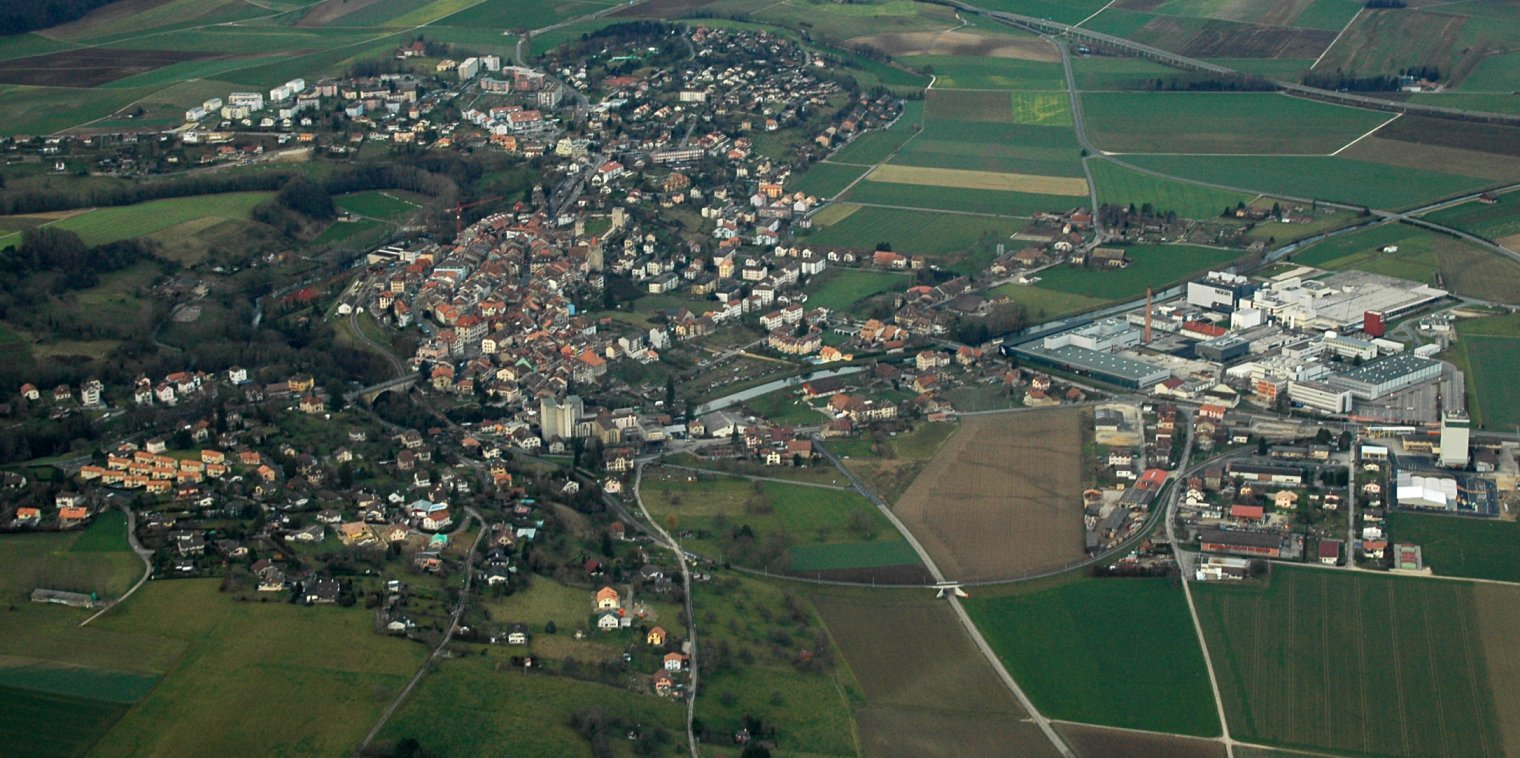
Orbe

Orbe è posto in cima a una collina che si eleva sopra la pianura circostante attraversata dal fiume Orbe.

## Storia

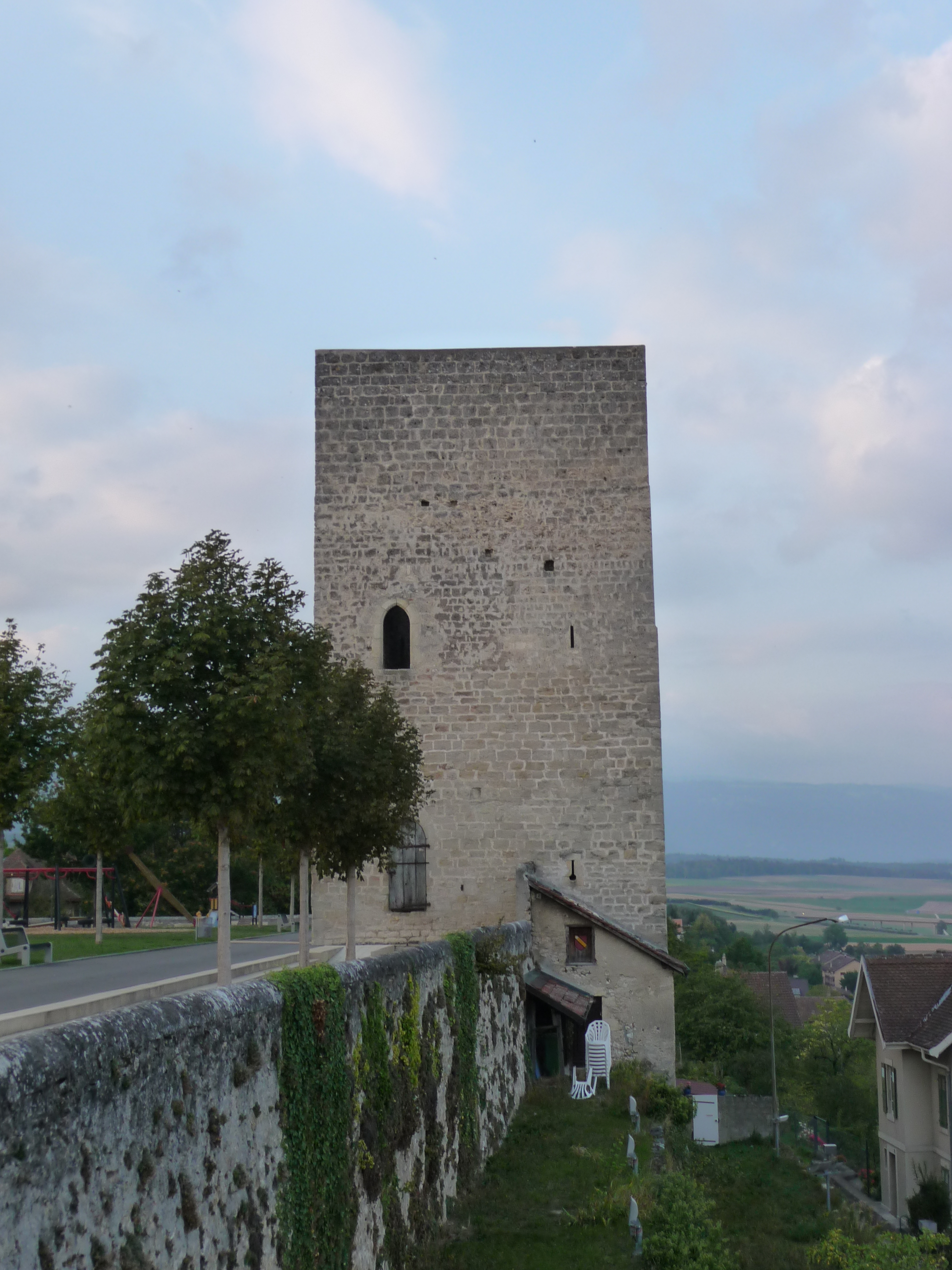
Il castello di Orbe

Orbe è stato, al tempo dei Romani, un crocevia importante degli assi nord-sud e ovest-est dell'arco alpino. È citato nel resoconto dell'itinerario di Sigerico e rappresentava la LV tappa (mansio); Sigerico di Canterbury la definì Urba.
In tempi medievali, Orbe è servito come luogo di spartizione del Regno; nel borgo fu edificato il suo castello, articolato in quattro torri, una a base circolare e tre a base quadrata, con spesse mura di cinta.
Dalla fine del XX secolo Orbe è in rapido sviluppo economico e residenziale; fino al 2008 è stato capoluogo del distretto di Orbe.

## Monumenti e luoghi d'interesse

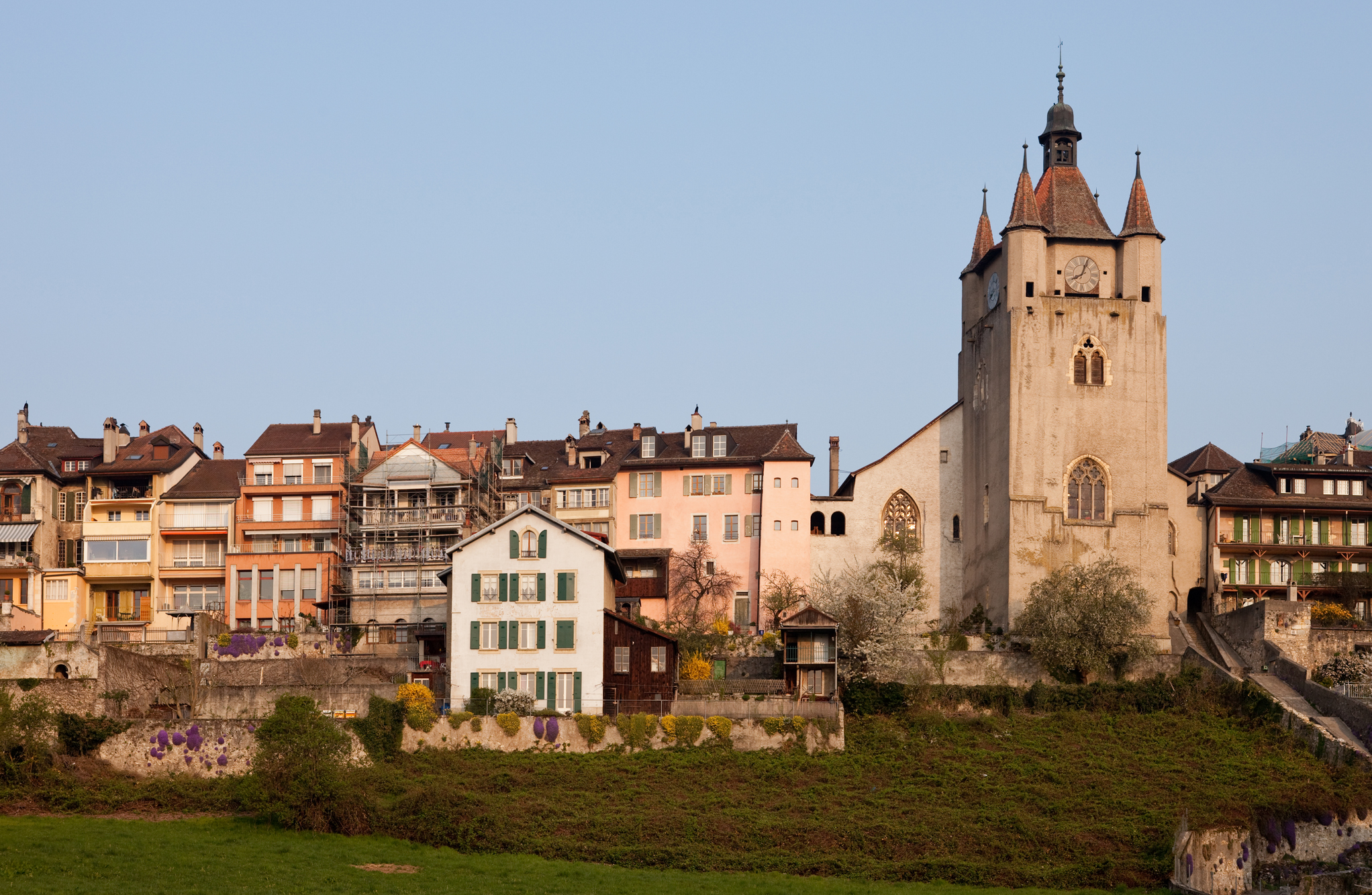
La chiesa di Nostra Signora

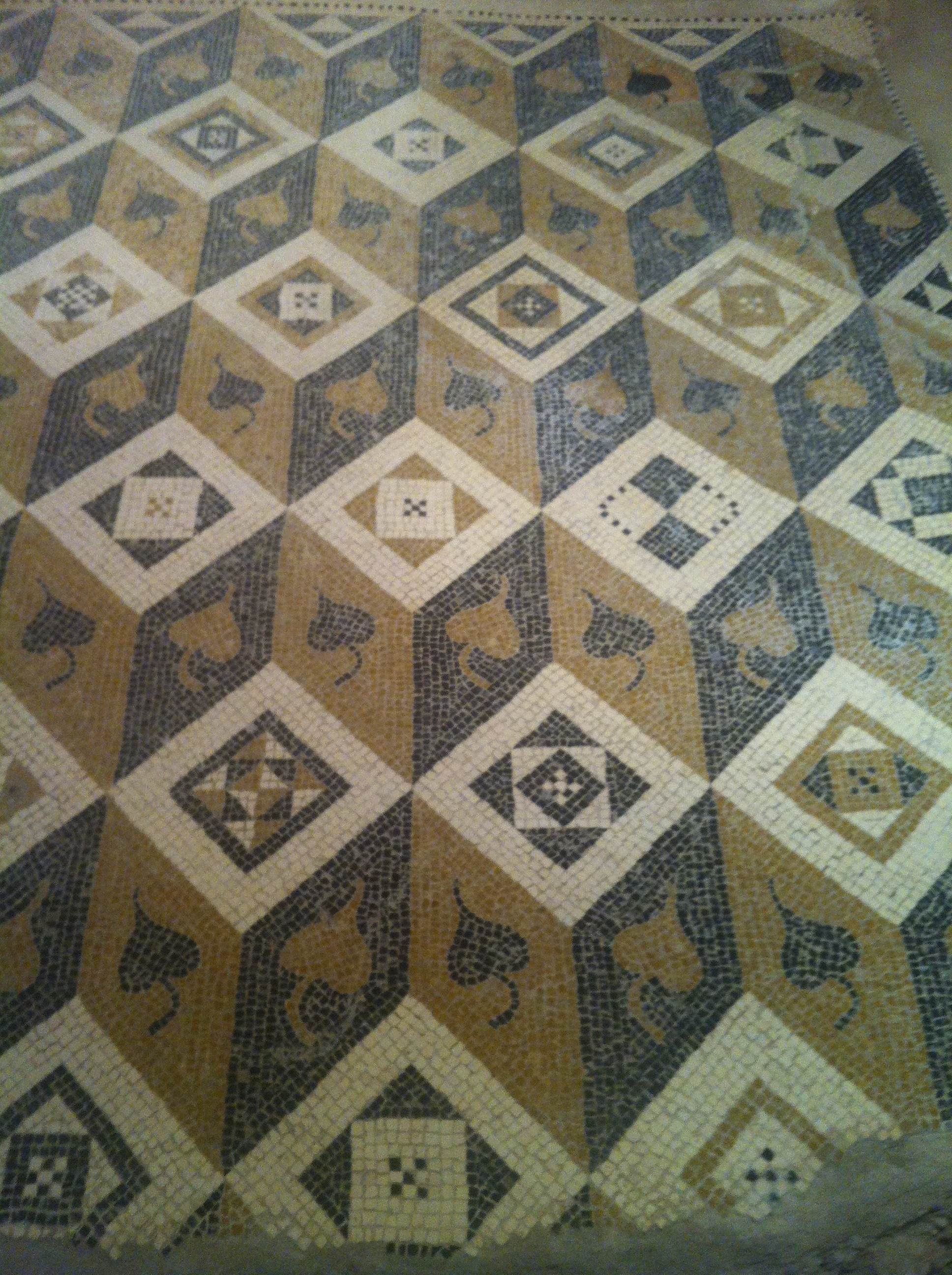
I mosaici di Boscéaz

- Chiesa riformata di Nostra Signora, attestata dal 1139 e ricostruita nel 1405-1407[1];
- Castello di Orbe, eretto nel 1233[1];
- Mosaici della villa gallo-romana di Orbe-Boscéaz[1].

## Società

### Evoluzione demografica
L'evoluzione demografica è riportata nella seguente tabella:
Abitanti censiti

## Infrastrutture e trasporti

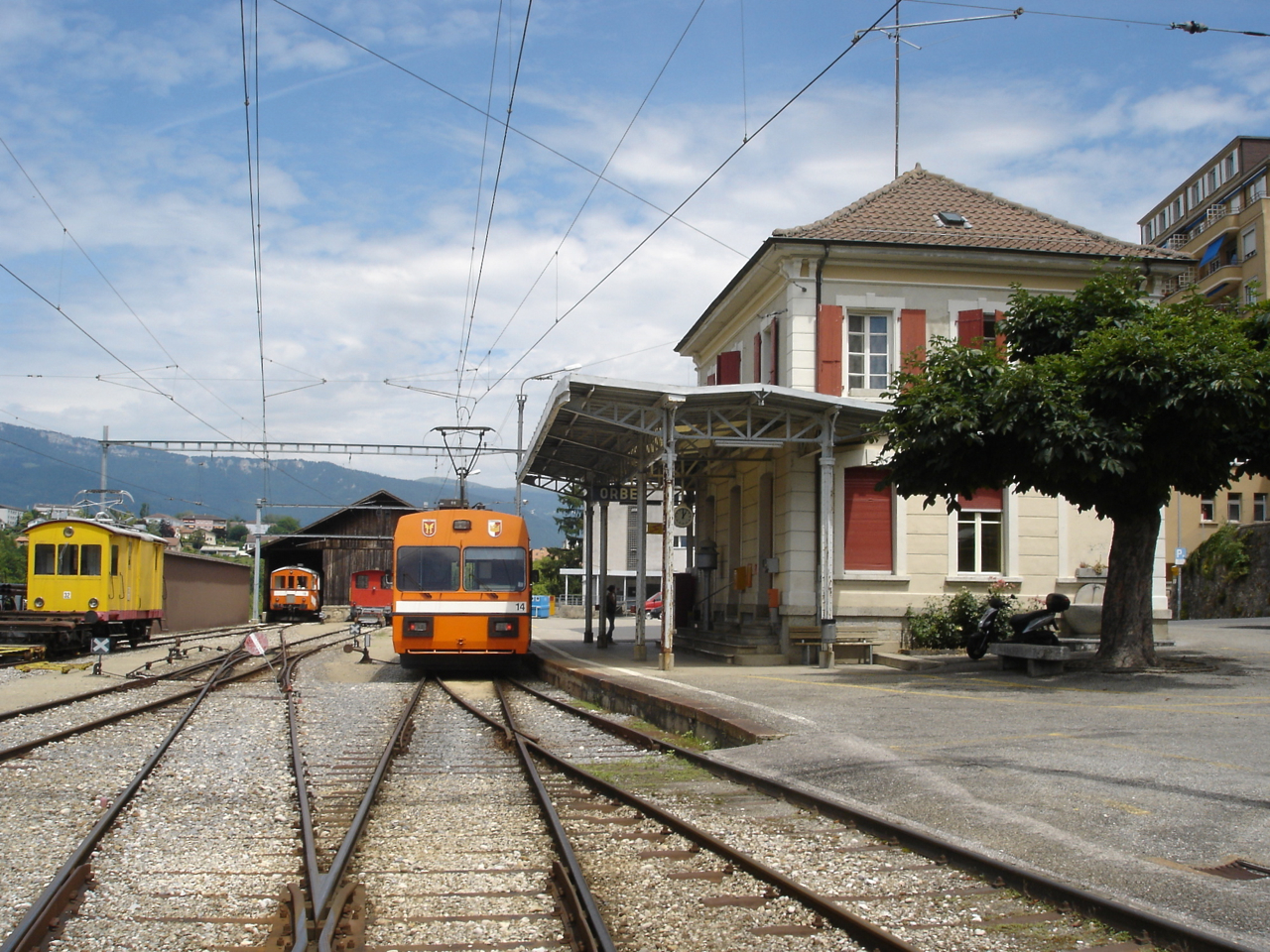
La stazione di Orbe

Orbe è servito dall'uscita 3 dell'autostrada A9 Ballaigues-Ried-Briga e dall'omonima stazione ferroviaria, capolinea della ferrovia Orbe-Chavornay, e da quelle di Les Granges e di Saint-Eloi.

## Amministrazione
Ogni famiglia originaria del luogo fa parte del cosiddetto comune patriziale e ha la responsabilità della manutenzione di ogni bene ricadente all'interno dei confini del comune.